# Rainulfo (vescovo di Caserta)
Rainulfo (... – 1129) è stato un vescovo cattolico italiano, storicamente documentato dal 1113 al 1126.
Il primo documento della diocesi di Caserta è la "Bolla di Senne" con cui l'arcivescovo di Capua Senne (o Sennete) si rivolgeva al "Clero et Capitulo Casertano" confermando a Rainulfo e ai suoi successori la diocesi casertana.
La Bolla riporta poi i confini della diocesi ed enumera tutte le chiese (in numero di 133) e per questo costituisce uno straordinario documento storico.

## La data di inizio del vescovado
La bolla è datata 1113 per cui è sembrato ovvio che questa sia la data di inizio del vescovado di Rainulfo, tuttavia Ferdinando Ughelli poneva l'inizio al 1100, motivo per cui è stata spesso presa in considerazione questa seconda data.
Perché questo dubbio? Per il semplice motivo che la diocesi di Caserta non nasce con la bolla di Senne ma, molto probabilmente, cambia solo denominazione. In pratica ereditava la diocesi di Calatia che era nata nel IV secolo e i cui vescovi si erano rifugiati a Caserta dopo la distruzione di Calatia nell'880.
Ciò è evidente nella bolla in cui Senne "concede e conferma" la diocesi affermando:
da cui è evidente che con la bolla non si crea una nuova diocesi ma si rinomina o si riconferma una già esistente.

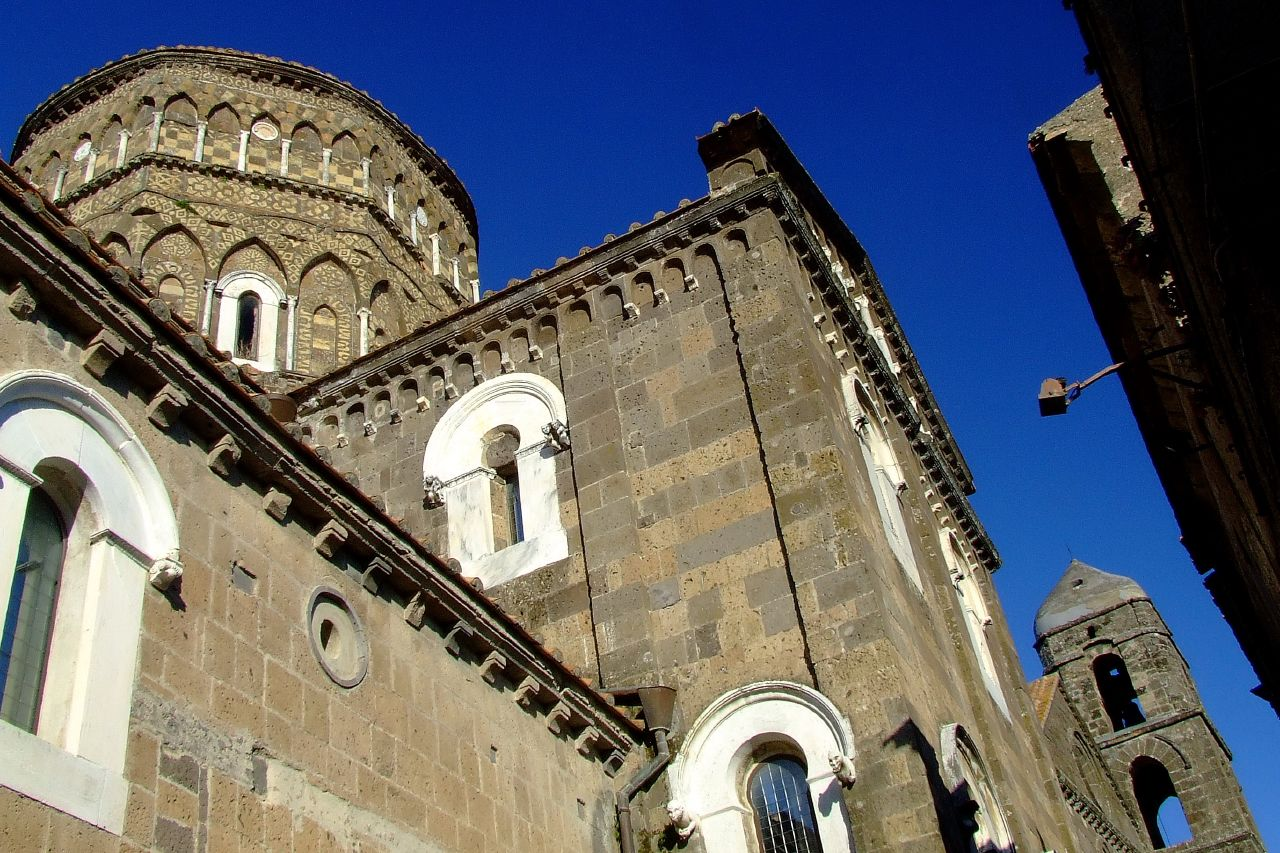
La cattedrale di San Michele iniziata da Rainulfo

## Le origini del nome del vescovo
Il nome è prettamente normanno per cui si propende a considerare Rainulfo un vescovo legato a quella nobiltà che aveva preso il potere nel principato di Capua.
Si consideri che molto probabilmente già nel 1092 Caserta era governata da conti di origini normanne provenienti dalla Contea di Aversa.

## Documenti storici
Nell'ottobre 1119 il principe Roberto I di Capua con l'intervento di Ottone, arcivescovo di Capua, di Ugone, suo diletto barone, e di Odoaldo, suo camerario, confermò a Rainulfo il possesso dei beni appartenenti alla chiesa di Santa Maria di Galazia e la facoltà di usare i pascoli, di fare legna nei boschi di proprietà del principato così come facevano i soldati che erano di stanza nel castello di Maddaloni.
È anche documentato che nel 1126 era a Roma in quanto assistette ad un giudizio per i diritti della chiesa di Pisa svoltosi davanti Onorio II. Il suo nome, infatti, compare nella bolla.

## La costruzione della cattedrale
Rainulfo iniziò anche la costruzione della cattedrale di Casertavecchia che tuttoria rimane gioiello dell'architettura romanica del sud Italia.
Ancora oggi esiste una lapide sulla facciata che ne ricorda l'inizio dei lavori ad opera di questo vescovo. Tuttavia sembra più probabile che si trattasse di ampliamento o di ricostruzione in quanto nel 1113, nella bolla di Senne, si trova cenno nelle 133 chiese anche a quella di "S.Michaelis Archangeli, quae est Sedes tua Episcopalis". Si è pensato, quindi, che fosse qui già esistente una piccola chiesa in cui si venerava il santo.
Nella porta di entrata di sinistra viene così ricordato in un'epigrafe:

## Data di morte
La data di morte non è certa, si propende per il 1128 o per i primi mesi del 1129.